# 第117独立重機械化旅団 (ウクライナ陸軍)
第117独立重機械化旅団（だい117どくりつじゅうきかいかりょだん、ウクライナ語: 117-та окрема важка механізована бригада）は、ウクライナ陸軍の旅団の一つ。ウクライナ北東部のスームィ州に所在し、第10軍団隷下。
2023年6月のザポリージャ州におけるウクライナの反転攻勢に備え、第15独立機械化狙撃大隊を基幹として2月1日に第117独立機械化旅団として新編された。
2024年11月、重機械化に伴い、第117独立重機械化旅団に改編された。第17独立戦車旅団に次ぐウクライナ軍2個の重機械化旅団となった。

## 編制
2024年時点の編制は以下のとおりとなる。
- 本部管理中隊
- 第1機械化大隊
- 第2機械化大隊
- 第3機械化大隊
- 戦車大隊
- 対戦車砲兵群
- 防空大隊
- 偵察中隊
- 工兵大隊
- 兵站大隊
- 通信中隊
- 整備大隊
- レーダー中隊
- 衛生中隊
- CBRN防護中隊

## 主要装備
- PT-91[2]
- AS-90[2]
- MT-LB[2]